# Silvia Salgado Cavazos

Silvia Salgado Cavazos 1998

Silvia Salgado Cavazos, originaria de Monterrey, Nuevo León, México, ganó la edición nacional eliminatoria para Miss Universo, Nuestra Belleza México 1998 y con ello el derecho de representar a su país en la edición de Miss Universo 1999, quedando entre las semifinalistas, ese año el concurso tuvo como sede Chaguaramas (Trinidad y Tobago), el 26 de mayo de 1999.